# Экологическая неправительственная организация
ЭНПО (экологическая неправительственная организация) является неправительственной организацией (НПО) в области защиты окружающей среды. Эти организации действуют как на местном, так и на международном уровне, что позволяет им играть важную роль в решении различных экологических проблем, возникающих в современном мире. Одна из отличительных особенностей экологических НПО и экологических движений заключается в том, что экологические НПО имеют конституции, в которых прописаны правила распределения власти между людьми, которые являются их частью. С момента появления экологических НПО в 1970-х и 1980-х годах, когда люди только начали осознавать серьёзность экологических проблем, было сделано много шагов, направленных на помощь планете и её обитателям. Некоторыми известными примерами таких организаций являются Всемирный фонд дикой природы, Гринпис, Гималайский фонд дикой природы и Агентство экологических исследований.

## Классификация и цели
Для оценки классификации экологических НПО важно учитывать следующие пять факторов:
- геополитическое происхождение (местоположение);
- политическая идеология (левые/правые/нейтральные);
- размер (количество);
- уровень политической направленности (местный/региональный/международный/глобальный);
- источники финансирования (доходы).

Основные цели экологических НПО включают, но не ограничиваются:
- установление отношений с государственными и другими организациями;
- предлагая обучение и помощь в сохранении сельского хозяйства, чтобы максимально использовать местные ресурсы;
- разработка экологических решений и управление проектами, реализуемыми для решения проблем, затрагивающих конкретную область.

Чтобы полностью понять социальные, экономические и экологические последствия, которые организация может оказать на регион, важно отметить, что организация может действовать вне формальных процессов, которым должны соответствовать правительства государств и другие государственные учреждения.

## Финансирование
Экологические НПО — это организации, которыми не управляет правительство государство или местные власти, поэтому они получают средства от частных доноров, компаний и других учреждений. При политической поддержке экологические НПО также получают значительные объёмы активов и ресурсов через государственных спонсоров, таких как Программа Организации Объединённых Наций по окружающей среде и Комиссия по устойчивому развитию (КУР), которые формируют экологическую политику. Средства, выделяемые различными заинтересованными сторонами, неизбежно влияют на то, как будут прилагаться их усилия, на различные виды разработки экологической политики и действия, направленные на то, чтобы бросить вызов государствам и оказать на них давление с целью заставить их сотрудничать в области защиты окружающей среды. Частное и негосударственное финансирование влияет на то, как экологические НПО рассматривают и сообщают об экологических условиях.

## Подходы
Концепция местного также имеет решающее значение для видов усилий и целей, которые будут выполнять экологические НПО. Эта цель будет способствовать тому, как экологические НПО будут «содействовать, финансировать, продвигать и оказывать планирование и организационную помощь так называемым низовым организациям». Их усилия проявляются во многих формах, таких как: запуск кампаний против испытаний ядерного оружия, протест против охоты на китов и «международные кампании против деградации экологических благ, вызванной такими методами, как „вырубка леса“, и критика государств за их неэффективную политику или транснациональных корпораций за экологически вредное производство».

## Коммуникация
Коммуникация экологических НПО должна основываться на: а) информировании различных социальных групп; б) дискурсах устойчивого развития в дискуссиях, дебатах и социальных сетях; в) политическое давление, участие в управлении устойчивым развитием и сетевое сотрудничество.

## Вызовы
Экологические НПО все больше осознают утрату биоразнообразия в Африке и занимаются сохранением диких и домашних животных и растений.